# Виглек
Виглек (Whitlæg, Wighlek, Wiglecus, Wiglek, Witlac,Viglek) — легендарный король Дании или Ангельна в германских легендах. Он известен среди саксонских королей Дании под именем Виглетус.
В англо-саксонской королевской генеалогии Уитлег является потомком Водена. Согласно генеалогии в английской коллекции, сын Водена Веотульгеот был предком королевского дома Мерсии и отцом Уитлега. Согласно Historia Britonum, Веотульгеот был отцом Веаги, который был отцом Уитлега. Но две версии генеалогии из англо-саксонских хроник не включают ни Веотульгеота, ни Веагу, но делают самого Уитлега сыном Водена. Во всех версиях Уитлег - отец Вермунда, отца Оффы из Ангела. Согласно древнеанглийской поэме Видсид Оффа правил континентальными англами.

## Виглек
Согласно Деяниям Данов XII века, после смерти датского короля Хрёрика его сменил Виглек. Он забрал всё богатство у матери правителя Ютландии Амлета и возмутился независимостью его самого. Амлет предложил выплату Виглеку в качестве примирения. Виглек расправился с Фиалларом, правителем Скании, а затем собрал лейданг Зеландии и Скании, после чего отправил сообщение Амлету, объявляя ему войну. В битве Амлет пал, а его жена Гермутруда сдалась Виглеку. Позднее Виглек умер от болезни, и ему наследовал его сын Вермунд, отец Уффы (Оффы). Кемп Мэлоун предположил, что Виглек Саксона Грамматика «вероятно представляет собой слияние Виглафа из Беовульфа и Вихтлаэга из Английской коллекции».

## Комментарии
1. ↑  Прообраз Гамлета